# Арана, Франсиско
Франсиско Хавьер Арана Кастро (исп. Francisco Javier Arana Castro, 3 декабря 1905, Вилья-Каналес, Гватемала — 18 июля 1949) — гватемальский военный деятель и один из трёх членов военной хунты, которая правила государством в начальный период так называемой «Гватемальской революции» с 20 октября 1944 года до 15 марта 1945 года. В дальнейшем был назначен главнокомандующим армии Гватемалы при президенте Хуане Хосе Аревало. В рамках договорённости с политиками из Партии революционного действия должен был стать президентом Гватемалы после окончания полномочий Аревало, однако показал себя резким противником политических реформ последнего, а также поддерживающих его партий, после чего был убит в перестрелке со своим основным противником на грядущих выборах и экс-соратником Хакобо Арбенсом Гусманом.

## Биография

### Ранние годы и путч
Франсиско Хавьер Арана Кастро родился 3 декабря 1905 года в гватемальском городе Вилла Каналес в семье Анхеля Марии Араны и его супруги Маргариты Кастро, которые принадлежали к младшему среднему классу. Его родители были потомками как испанских мигрантов, так и местных племён. Формально Хавьер так и не получил даже среднего образования, но занимался самообразованием и много читал. Современники описывали его как харизматичного, общительного и весьма проницательного человека. Он был плохим оратором и не умел убеждать людей и склонять на свою сторону, прост в общении и убедителен в задушевных беседах. В 1946 году сотрудник американского посольства назвал его взгляды и идеи весьма националистическими и даже несколько проамериканскими.
В июне 1944 года серия народных протестов в Гватемале убедила диктатора страны Хорхе Убико уйти в отставку. Перед этим он сформировал военную хунту из трёх человек во главе с Федерико Понсе Вайдесом, который должен был возглавить переходное правительство и организовать плавный переход власти. Через несколько дней Вайдес убедил Конгресс назначить его временно исполняющим обязанности президента страны. Федерико пообещал провести в стране свободные выборы так скоро, как это возможно, но при этом продолжил политику своего предшественника по силовому подавлению протестов. Это привело к росту поддержки вооружённого противодействия правительству среди мирного населения. Тогда же в гватемальской армии многие разочаровались в хунте, и высокопоставленные офицеры стали готовить военный переворот.
Первоначально заговор возглавляли Хакобо Арбенс и Альдана Сандоваль, которые стремились привлечь Арану на свою сторону, поскольку он был командиром Почётной гвардии и обладал значительным авторитетом в войсках. Арана стал солдатом этого подразделения ещё в 1932 году, а в 1943 был назначен его коменданте в звании майора. На поздних этапах заговора после убеждения Сандовалем он всё же присоединился к группе, которая планировала путч, который начался 19 октября 1944 года. На следующий день к ним присоединились члены других фракций, на которые традиционно делилась гватемальская армия, а также гражданское население, которое становилось всё более недовольным репрессивной политикой Понсе Вайдеса. Первоначально на стороне руководителя хунты оставались некоторые военные подразделения, которые пытались подавить протест, но позже на призыв к восстанию откликнулись активисты профсоюзов и студенты, после чего большая часть армии также перешла на сторону Арбенса, Сандоваля и Араны. На следующий день, 20 октября 1944 года, Понсе Вайдес признал своё полное поражение и безоговорочно капитулировал. Все три организатора переворота достойно сражались на передовой, а после победы они, кроме Сандоваля, возглавили новую хунту. К руководству страной присоединился также Хорхе Торьельо. Арана, будучи старшим по званию, занимал наивысшую из должностей.
После прихода к власти Арана не собирался передавать власть гражданской администрации. Он пытался убедить своих соправителей в необходимости в очередной раз отложить законные выборы, а после их проведения и объявления Хуана Хосе Аревало победителем Арана потребовал признать результаты недействительными. В то же время Арбенс и Торьельо настаивали на законности процедуры выборов и требовали передать власть законно избранному президенту. После долгих уговоров Арана согласился при условии, что за ним останется положение главнокомандующего вооружёнными силами. Аревало, не видя другого выхода, принял условие Араны и в новой конституции Гватемалы, принятой в 1945 году, появилась новая должность — «Командующий вооружёнными силами республики Гватемала», которая находилась на уровень выше традиционной должности «Министра обороны». Занимающий эту должность мог быть смещён только голосованием конгресса (в то время как министра обороны, как и других, мог увольнять и назначать президент) и лишь при явном уличении в нарушении действующего законодательства. Аревало был приведён к президентской присяге 15 марта 1945 года и Арана занял пост главнокомандующего, в то время как Арбенс получил пост министра обороны.

### Главнокомандующий
Как только Арана занял свой пост, сотрудник американского посольства в Гватемале отрапортовал в Вашингтон, что вся полнота власти над вооружёнными силами Гватемалы находится в руках человека, способного взять на себя диктаторские полномочия. 16 декабря 1945 года Аревало получил серьёзные ранения в автомобильной аварии и на некоторое время был вынужден оставить свой пост. Лидеры пропрезидентской Партии революционного действия (ПРД) боялись, что Арана воспользуется этой возможностью и совершит единоличный переворот, взяв всю полноту власти на себя. В декабре несколько лидеров ПРД связались с Араной и подписали с ним Пакт Барранко (исп. Pacto del Barranco, дословно — «Овражий пакт»). Согласно этому документу Арана должен был воздержаться от военного переворота, а взамен члены ПРД, как наиболее влиятельной партии страны, выдвигали его в качестве своего кандидата на выборах президента, которые уже были назначены на ноябрь 1950 года. Договор был официально заверен и подписан обеими сторонами, которые держали его в секрете. В посольстве США о нём узнали лишь в 1947 году. Сам Аревало достаточно быстро оправился от травм, но был вынужден поддержать соглашение.
Хотя Гватемальская революция не привела к полноценной демократии как в традиционных либеральных странах (в частности, не обученные грамоте женщины, в отличие от мужчин, всё ещё были лишены права голоса), она привела к существенным реформам в государственном управлении и в особенности в трудовом кодексе. Партии, главенствующие в парламенте при правлении Аревало, поддерживали его политику и возглавлялись молодыми представителями среднего класса, которые стремились к скорейшей демократизации страны. В то же время существовала и другая сторона, землевладельческая богатая элита, недовольная реформами и ищущая политического кандидата, который поддержал бы их дело и максимально затормозил бы изменения в кодексе, а то и вовсе отменил уже принятые. Ряд богачей видел политика с подобными устремлениями именно в Аране. Они сделали попытку заручиться его поддержкой в борьбе против Аревало. Арана принял их деньги и принялся публично выражать недовольство политическим курсом президента, но при этом, в соответствии с Пактом, не предпринимал конкретных действий. В 1948 году состоялись всеобщие выборы в Конгресс, на которых Арана публично поддерживал несколько политиков, предлагавших прямо противоположный президентскому курс развития. Но ни один из них так и не прошёл в парламент.
После провала на выборах Арана пытался «протолкнуть» своих кандидатов силой — с помощью угроз, шантажа, подкупа и уговоров. Тогда же он начал переговоры с лидером левого крыла ПРД Хосе Мануэлем Фортуни. В частности, Арана задавал ему вопрос: «Почему я не нравлюсь вам, ведь я не из правых?», на что получил ответ «Мы не выступаем против вас в целом и ценим вашу роль в восстании против Понсе Вайдеса. Просто вы не симпатизируете простым работягам». В 1949 году ситуация поменялась, и значительная часть политиков ПРД, а также члены Партии национального обновления уже выступали резко против Араны и его политики. В составе ПРД на тот момент осталась лишь небольшая фракция, готовая поддержать Арану, но она потерпела сокрушительное поражение на партийном съезде в 1949 году. Тогда её члены откололись от основных сил и, пытаясь соблюдать пакт, открыто выступили на стороне политика. Наиболее левое крыло ПРД поддержало Арбенса, поскольку его члены справедливо считали, что военного в состоянии победить лишь другой военный. Это был не первый конфликт между бывшими товарищами: в 1947 году Арана повелел выслать из страны лидеров рабочего движения, и лишь вмешательство Арбенса смогло серьёзно снизить число депортированных, что привело к ухудшению отношений между экс-соправителями.

### Последний год жизни и смерть
В феврале 1949 года Арана получил повышение в ранге до полковника. Согласно действующей конституции, для участия в выборах ему было необходимо уйти с занимаемой должности не позднее мая 1950 года. Его преемника должен был выбрать совет из списка, который бы предоставил Высший оборонный совет (исп. Consejo Superior de la Defensa, ВОС). Выборы в этот совет уже были назначены на июль 1949 года. Несколько месяцев перед ними прошли в активной политической борьбе между сторонниками Араны, которые пытались заполучить контроль над избирательным процессом, и его противниками, которые стремились сохранить принятые после революции стандарты. В частности, первые пытались назначить на должности контролёров избирательного процесса лояльных Аране региональных командиров. Незадолго до выборов командующий созвал внеочередной съезд ВОС и попытался договориться с его членами о взаимных уступках, но попытка не увенчалась успехом . Через несколько дней ситуация неожиданно стабилизировалась — сторонники Араны отказались от своих требований и уступили контроль над избирательным процессом сторонникам Арбенсы.
16 (по другим данным — 17) июня 1949 года Арана предъявил Аревало ультиматум, в котором потребовал изгнать из кабинета министров и армии всех сторонников Арбенса. Посовещавшись с последним, президент принял решение выслать военачальника из страны. Решение уволить Арану было принято на специальном секретном заседании постоянного комитета Конгресса. После этого президент Кубы Карлос Прио Сокаррас согласился предоставить Аране политическое убежище. 18 июня состоялась ещё одна встреча Араны и Аревало. Президент впоследствии вспоминал о «крайней степени грубости военачальника». В тот же день на обратном пути его перехватил небольшой отряд гвардейцев под командованием Арбенса. Завязалась перестрелка, в которой погибли три человека, включая самого Арану. Его сторонники отреагировали на убийство попыткой переворота, однако без единого командования достаточно быстро сдались и начали переговоры. В ходе боёв погибло около 150 человек, около 200 получили ранения, а многих сторонников Араны, включая Карлоса Кастильо Армаса, отправили в ссылку. Подробности инцидента так и не были обнародованы.
21 июля Аревало произнёс речь, в которой подробно описал свою версию смерти Араны. Он предположил, что последний заигрывал с враждебными ему людьми в заговоре против президента, но в итоге отказался свергнуть правительство и был убит за свой отказ. Аревало не назвал имена убийц, но предположил, что они были членами консервативной оппозиции. В честь Араны президент объявил пятидневный траур.
Известно, что перед произнесением речи Аревало показал её своим министрам. Большинство из них согласилось с текстом, хотя ряд политиков, включая Арбенса, предложили рассказать, как всё было на самом деле. По словам историка и специалиста по внешней политике США в Латинской Америке Пьеро Глейхесеса, если бы Арана попытался совершить переворот без предъявления ультиматума, то, скорее всего, ему бы это удалось. Однако его чрезмерная уверенность в своей власти над военными, а также неутолимое желание прийти к власти законным путём привели к тому, что его попытка была саботирована ещё до начала. Также Глейхесес считает, что Арбенс, вероятно, имел приказ схватить, а не убить Арану.